# Scholastic
Scholastic è una casa editrice statunitense nota per aver pubblicato con il sottomarchio Arthur A. Levine Books le serie di Piccoli brividi, Harry Potter, Geronimo Stilton, Capitan Mutanda, Hunger Games e altre.